# 쉐자구

쉐자 구의 위치

쉐자구(한국어: 학갑구, 중국어: 學甲區, 병음: Xuéjiǎ Qū)는 중화민국 타이난시의 시할구이다. 넓이는 53.9919km2이고, 인구는 2015년 8월 기준으로 26,729명이다.

## 지리
쉐자 진은 타이난시의 북서부에 위치하고 북쪽은 자이 현 이주 향과 동쪽은 옌수이 구, 샤잉 구, 마더우 구와, 서쪽은 베이먼 구와, 서남은 장쥔 구와, 남쪽은 자리 구와 접하고 있다.
진내에는 평원이 펼쳐져 지세는 평탄하다. 연안 지대에는 바장시(八掌渓), 지수이시(急水渓), 장쥔시(將軍溪)의 하천이 흐르는 자난 대수(嘉南大圳)의 하류에 위치하기 때문에 큰 비가 내릴 시에 배수에 문제가 있어, 자주 홍수 피해가 발생하고 있다.

## 역사
쉐자 구는 평포족 시라야족 소롱사의 지사인 학갑사(學甲社)의 거주지였다. 현재 사용되고 있는 후사(後社), 중사(中社), 하사자(下社仔) 등의 지명은 당시 존재한 번사의 이름이 남은 것이다. 명나라 말 정성공의 시대에 복건성 천주 동안현에서 입식자가 개간하였고 이후 장주로부터의 이민자도 증가해 이(李), 진(陳), 사(謝), 장(莊), 곽(郭), 뇌(賴), 오(吳), 왕(王) 등의 성이 있는 집단의 취락이 형성되어 학갑 13보(學甲十三堡)로 불리게 되었다. 당시에는 천흥현에 속하고 있었지만, 청 광서 연간에는 학갑보(學甲堡)가 설치되어 가의현의 관할이 되었다.
일본 통치 시대, 행정개혁이 자주 실시되어 1896년에는 다이난 현에 귀속되었고, 같은 해 4월에는 가기 현에, 1901년에 엔스이코 청 1910년 다이난 청 호쿠몬쇼 지청으로 개편되었고 1920년의 타이완 지방제 개편으로 갓코 장(學甲庄)이 설치되어 다이난 주 호쿠몬 군의 관할이 되었다. 전후에는 쉐자 향이 설치되었고 1968년에 쉐자 진으로 승격하였다.